# 1651

## Събития
- Епископ Филип Станиславов издава „Абагар“, една от първите печатни книги на български език
- 3 септември – Битка при Вустер (Англия), в която Оливър Кромуел разбива Чарлз II и завладява Шотландия

## Починали
- Тане Чарлийски, български хайдутин
- 24 септември – Етиен Паскал, френски любител-математик
- Кьосем Султан – наложница на султан Ахмед Първи, негова любимка и валиде султан